# Serenity In Murder
Serenity In Murder（セレニティ・イン・マーダー）は日本・東京都出身のメロディックデスメタルバンド。バンド名は、スレイヤーの同名曲（『ディヴァイン・インターヴェンション』収録）に由来する。バンド名の頭文字をとってSIMとも書かれる。

## 略歴
2009年にFreddy（Lead G）を中心に結成。当時、Freddyの通う大学の学生だったEmi（Vo）が最初期に加入するが、メンバーが流動的で中々安定した活動が出来なかった。その後、Freddyの幼馴染のShuntaro（B）とRyuji（Lead G）が加入。それでも中々活動が安定しなかったが、Shuntaroがベーシストからシンセサイザー奏者へ転向し、Kazuki（Ds）が加入。サポート・ベーシストを起用して、2010年1月に『FAR EAST RAMPAGE 2010 - ADDICT XX』に出演した。
METAL SAFARIのHiroをプロデューサーに起用して、Hiroの所有するStudio Prisonerで4曲を録音、1曲がコンピレーション・アルバム『Hell Gate』に提供された。これ以降、Serenity In Murderの楽曲のプロデューサーにはHiroが起用されるようになった。この時期にサポート・ベーシストが脱退しTakumi（B）が正式加入。アルバム音源を用意するため、2010年10月に再びStudio Prisonerで7曲の録音を行うが、Kazukiが個人的事情により脱退したため、オーディションを実施し、Shohei（Ds）が新たに加入して追加の2曲を録音した。
2011年9月、1stアルバム『The First Frisson Of The World』をスピリチュアル・ビーストからリリースし、デビューを果たした。2012年にはイタリアのシンフォニックメタルバンド・エインシェント・バーズとのスプリット・シングル『Prelude to Awakening』を800枚限定でリリース。2013年には、ザ・クラウン、ゴーロッド、オリジン、モルス・プリンシピアム・エストらの日本ツアーで前座を務める。2013年11月にベーシストのTakumiが脱退。サポート・ベーシストを起用して活動を継続する。
2014年より2ndアルバムの録音に入る。正式メンバーの居ないベースについては、FreddyとRyujiが兼任する形となった。同年9月に正式ベーシストとしてCraniationで活動するOlly Gregory（B）が加入。2ndアルバムリリース前の加入だったが、音源が既に録音済みであったため、Ollyは2ndアルバムには参加していない。2015年3月に、2ndアルバム『The Highest of Dystopia』を前作に引き続きスピリチュアル・ビーストからリリース。同アルバムはオリコンのインディーズ・ウィークリー・チャートで最高13位にランクインした。
2016年3月に、Shuntaroの脱退が発表された。元々、一身上の都合でライヴに不参加であることが多く、バンド側と話し合いの末、脱退となった。Shuntaroに代わるシンセサイザー奏者（キーボーディスト）の補充は行われなかった。2016年末にFreddyは、後任のシンセサイザー奏者（キーボーディスト）について積極的に探してはいないものの、もしいい人に巡り合えたなら一緒にやりたいという旨の発言をしている。同年より3rdアルバムの制作を開始するが、同年6月にはドラマーのShoheiも3rdアルバムの音源に参加することなく脱退。サポート・メンバーとしてTyrant of Maryで活動するAllen（Ds）が加入。Allenはライヴに加えて、3rdアルバムでもドラムスの演奏を行っている。
2017年2月に3rdアルバム『The Eclipse』をリリース。同アルバムより、プロデューサーでもあるHiroの設立したOyster Brothers Recordsよりリリースすることとなった。オリコンのインディーズ・ウィークリー・チャートで10位にランクインし、前作を上回った。その後、サポート参加だったAllenが正式に加入。更に、3rdアルバムリリース前後にベーシストのOllyがビザの関係でイギリスに帰国することになった。結局、Ollyは脱退することになり、Yu-ri（B）が加入した。
2018年8月、オリジナルメンバーのEmiの脱退が発表された。脱退の理由について、Emiは自身の体調不良と新たな目標の為と述べている。また、10月にEmi最後のライヴを敢行した。元々、Emiの後任探しは水面下で行われており、一時は後任も決定していた。本来、Emi最後のライヴで後任メンバーを発表する算段であったが、結局この後任とは上手くいかず、加入自体が白紙となった。結局バンド側は、後任をインターネットで公募し、オーディションを実施することとした。2019年5月に募集を終了。募集終了から1年弱が経過した2020年4月下旬に、新ボーカリストとしてAyumu（Vo）が加入することが発表された。なお、Ayumuはプロのグリッドガールとして活動しており、SUPER GT、FIA GT1世界選手権、SEMAショー、東京モーターショーなどのイベントに参加した経験を持つ。この加入については、日本テレビのテレビ番組「マツコ会議」にて採り上げられた。また、この発表と同時に4thアルバムの作成についても発表され、2020年後半にリリース予定であることが発表されたが、こちらについては、2019年より続く新型コロナウイルス感染症の世界的流行が収まらなかったこともあり、リリースが延期され、最終的に2021年2月に4thアルバム『Reborn』としてリリースされた。
2022年4月に、デジタルシングル『Revolt』をリリースした。2025年2月末、ドイツのアポスタシー・レコードから5thアルバム『Timeless Reverie』をリリースした。日本では、アヴァロン・レーベルからのリリースとなった。

## メンバー

### 現メンバー
- Ayumu - ボーカル (2020 - )

グリッドガールとしても活動している。また、ゲーム『ヘブンバーンズレッド』に登場するする朝倉可憐のスクリームを担当。
- Freddy - リードギター (2009 - )

バンドのメインコンポーザーで、ほぼ全曲の作曲を担当している。
- Ryuji - リードギター (2009 - )

一部楽曲の作曲を担当。
- Yu-ri - ベース (2017 - )
- Allen - ドラムス (2017 - )

元々、Shoheiの脱退後にサポートドラマーとして参加していたが、2017年に正式加入した。
Tyrant of Mary、Necrolustで活動の他、モデルとしても活動している。

### 旧メンバー
- Emi - ボーカル (2009 - 2018)

在籍時はバンドのメインソングライターだった。
- Takumi - ベース (2010 - 2013)
- Olly - ベース (2014 - 2017)

イギリス出身。加入時はブリストルのデスラッシュバンド・Craniationでギタリストとして活動していたが、Serenity In Murder加入のために日本に移住したことから活動を継続することが困難となり、2015年2月末に正式に脱退した。2017年にビザの関係でイギリスに帰国。結果脱退となった。
- Shuntaro - シンセサイザー (2009 - 2016)

加入当初はベースを担当していたが短期間でシンセサイザー奏者へと転向した。
- Kazuki - ドラムス (2009 - 2010)
- Shohei - ドラムス (2010 - 2016)

脱退後、Hell Freezes Overのライヴサポートドラマーを務め、2017年よりAlphoenixに加入した。

### サポートメンバー
Allen - ドラムス (2016 - 2017)
2016年12月から参加。ライヴに加えて、3rdアルバム『The Eclipse』にも参加した。2017年に正式にSerenity In Murderに加入した。
この他にサポートベーシストが2期間参加している。

## ディスコグラフィ

### アルバム
- 2011年 ザ・ファースト・フリッソン・オヴ・ザ・ワールド (The First Frisson of the World)
- 2015年 ザ・ハイエスト・オヴ・ディストピア (The Highest of Dystopia)
- 2017年 ジ・エクリプス (The Eclipse)
- 2021年 リボーン (Reborn)
- 2025年 Timeless Reverie

### その他
- 2012年 Prelude to Awakening (エンシェント・バーズとのスプリット盤)
- 2022年 Revolt（デジタルシングル）